# Сигнализация по выделенному каналу
Сигнализация по выделенному каналу (англ. Channel-associated signaling), также известная как «сигнализация на транк» (англ. per-trunk signaling) — вид сигналов в цифровой связи. Как и большинство методов передачи сигналов электросвязи им используется информация о маршрутизации для направления полезной нагрузки из голоса или данных к пункту назначения. При данном типе сигналов, информация о маршрутизации кодируется и передаётся в том же канале, что и полезная нагрузка. Эта информация может быть передана в той же полосе или в виде отдельной от полезной нагрузки полосы.
Метод сигнализации по выделенному каналу уже устарел и вводился в ранние периоды использования телефонной связи: потенциально он приводит к пониженной доступной пропускной способности для полезной нагрузки. Например, в телефонной сети общего пользования использование отдельной полосы для информации в пределах фиксированной полосы пропускания снижает скорость передачи сигналов DS0 с 64 кбит/с до 56 кбит/с. По этой причине и из-за свойственных преимуществ безопасности в отделении управляющей линии от полезной нагрузки, телефонные системы, вводимые в эксплуатацию с 1960 года, в большей степени полагаются на сигнализацию общего канала (англ. Common-channel signaling), в которой для сигнальной информации используется отдельный канал (D-канал, ОКС-7), ставшую основной заменой устаревшего метода.
Сигнализация по выделенному каналу осуществляется при помощи сигналов, которые могут отличаться от тех, которые обычно передают речь, например, напряжением постоянного тока, низкочастотными колебаниями ниже речевого диапазона, частотой выше речевой полосы, определённой комбинацией частот, не встречаемой в речи, импульсами.
Таким образом могут передаваться, к примеру, сигнал вызова (напряжением вызова), набор номера  (импульсный и тональный), тарифный импульс. Из-за ограниченных возможностей для генерации сигналов, сигнализацией по выделенному каналу можно управлять лишь при установке и разъединении соединения.
Наиболее распространённой реализацией сигнализации по выделенному каналу является сигнализация с отнятым битом (англ. Robbed-bit signaling).